# Луноход 1
Луноход 1 (рус. Луноход, Аппарат 8ЕЛ № 203) био је први од два беспилотна лунарна ровера које је Совјетски савез послао на Месец као део програма Луноход. Ровер је на површину Месеца достављен лендером мисије Луна 17 1970. године. Луноход 1 постао је први роботски „ровер“ на даљинско управљање који се слободно кретао по површини некон небеског тела ван Земље. Био је оперативан на површини Месеца током 11 лунарних дана (око 10,5 месеци).

## Опис ровера
Луноход 1 био је лунарни ровер чије је „тело“ било цилиндричног облика, на којем се налазио велики конвексни поклопац. Ровер је био ослоњен на осам точкова од којих је сваки имао сопствени електромотор за погон (8 x 8). Дужина ровера била је 2,3 метра. Био је опремљен са конусном антеном, затим једном спиралном антеном, четири ТВ камере, и наменски конструисаним уређајима којим се испитивало лунарно тло (густина тла и његове механичке карактеристике). Међу другим инструментима били су спектрометар X-зрака, телескоп X-зрака, детектори космичких зрака и ласерски уређај. Ровер се напајао батеријама које су се током лунарног дана допуњавале преко соларних ћелија којима је била поплочана унутрашња површина конвексног поклопца. Како би могао да ради у вакуумском окружењу које влада на површини Месеца, за све механичке компоненте ровера коришћена је посебно средство за подмазивање на бази флуора, док су електромотори били запаковани у контејнере под притиском. Током лунарне ноћи, поклопац се затварао, а јединица за грејање која је радила на плутонијум-210 обезбеђивала је топлоту како би се компоненте ровера одржале на радној температури. Луноход је био конструисан да на Месечевој површини буде оперативан најмање три лунарна дана (око 3 месеца), али је наставио успешно да истражује пуних 11 лунарних дана.

## Лансирање и улазак у орбиту
Луна 17 лансирана је 10. новембра 1970. године у 14.44.01 УТЦ. Након што је доспела у паркинг орбиту око Земље, последњи степен ракете-носача Протон поново је упалио мотор и послао летелицу на трајекторију ка Месецу (паљење се догодило у 14.54 УТЦ). Након два маневра током којих је промењен курс, 12. и 14. новембра, Луна 17 је ушла у орбиту око Месеца 15. новембра 1970. године у 22.00 УТЦ.

## Слетање и површинске операције
Лендер Луне 17 спустио се на Месец у региону под називом Море кише 17. новембра 1970. године у 03.47 УТЦ. Лендер је поседовао две расклопиве рампе по којима је ровер Луноход 1 могао да сиђе на површину Месеца. То се и догодило непуна три сата по слетању, у 06.28 УТЦ.
Ровер се кретао по површини Месеца током лунарног дана, и успут застајао да испита занимљиве стене и камење. Повремено је морао да застане и напуни батерије преко соларних ћелија на поклопцу. Вешање ровера било је погодно за кретање по реголиту који је прекривао површину (цела површина Месеца прекривена је слојем материјала који је најсличнији пудеру, односно ситној прашини), и омогућавало му је да прелази препреке (камење и мање стене) и да истражује ободе мањих кратера. Током лунарне ноћи, ровер би се зауставио, затворио поклопац и сви научни инструменти би престали са радом све док не сване нови дан. У овом периоду температуру унутар ровера одржавала је јединица за грејање покретна топлотом која настаје распадом плутонијума.
Кретање ровера по површини:
- 17. – 22. новембар 1970. године: ровер је прешао 197 m, на Земљу послао 14 фотографија из близине Месечевог тла, као и 12 панорамских фотографија током укупно 10 комуникационих сесија. У овом периоду је спроведена и анализа Месечевог тла.
- 9. – 22. децембар 1970. године: ровер прешао 1.522
- 8. – 20. јануар 1971. године: ровер прешао 1.936
- 8. – 19. фебруар 1971. године: ровер прешао 1.573
- 9. – 20. март 1971. године: ровер прешао 2.004
- 8. –20. април 1971. године: ровер прешао 1.029
- 7. –20. мај 1971. године: ровер прешао 197
- 5. – 18. јун 1971. године: ровер прешао 1.559
- 4. – 17. јул 1971. године: ровер прешао 220
- 3. – 16. август 1971. године: ровер прешао 215
- 31. август – 14. септембар 1971. године: ровер прешао 88 m.

## Крај мисије и резултати
Контролори на Земљи су последњу комуникациону сесију са Луноходом 1 имали 14. септембра 1971. године у 13.05 УТЦ. Покушаји да се поново успостави контакт са ровером настављени су, али безуспешно, и напокон прекинути 4. октобра 1971. године, на годишњицу лансирања првог вештачког сателита – Спутњика-1. Тиме је и званично окончана мисија. Током 322 дана, колико је ровер био оперативан на површини Месеца, Луноход 1 је прешао 10.540 метара, и на Земљу послао преко 20.000 телевизијских снимака, као и 206 панорамских фотографија у високој резолуцији. Уз то, спровео је 25 анализа лунарног тла и на 500 различитих локација је испитао чврстоћу површине Месеца уз помоћ пенетрометра.

## Тренутна локација ровера
Тачна позиција Лунохода 1 није била позната још од губитка сигнала, јер су покушаји да се његова позиција утврди слањем ласерских пулсева ка региону у којем се налазио били неуспешни (није било повратног сигнала). Тако је било све до 17. марта 2010. године, када је Алберт Абдракимов пронашао и лендер Луне 17 и Луноход 1 на фотографији M114185541RC коју је снимила сонда Лунар реконесанс орбитер. У априлу 2010. године тим који ради на инструменту Apache Point Observatory Lunar Laser-ranging Operation (APOLLO) успео је да на основу фотографија које је прикупила сонда ЛРО довољно прецизно предвиди где се ровер налази и пошаље ласерски сигнал ка тој локацији како би се тачно измерила удаљеност. Дана 22. априла 2010. године, као и током дана који су уследили, тим је успешно измерио удаљеност неколико пута, тако да су у пресеку сфера које су настале приликом свих мерења могли да одреде тачну локацију ровера, уз одступање од само једног метра. Тим инструмента APOLLO сада користи рефлекторе Лунохода 1 јер они, на њихово изненађење, враћају знатно више светлости упућеног ласерског сигнала назад ка Земљи од рефлектора који су постављени током мисија Аполо. У саопшетњу које је објавила НАСА, вођа тима APOLLO Том Марфи изјавио је: „При слању првог сигнала ка Луноходу 1 вратило нам се преко 2.000 фотона. Након што је 40 година био у тишини, изгледа да овај ровер ипак има доста тога да каже.“
До новембра 2010. локација ровера је још прецизније измерена, са потенцијалном грешком од свега 1 cm. Научници из Côte d'Azur опсерваторије објавили су у мају 2013. године да су успешно поновили екперимент који су спровели аперички научници, а такође помоћу фотографија које је прикупила сонда ЛРО. У оба случаја ласерски пулсеви послати ка тој локацији успешно су рефлектовани назад ка Земљи помоћу ретрорефлектора на Луноходу 1.

## Галерија
- Први део контролног панела Лунохода 1
- Други део контролног панела Лунохода 1
- Поглед на вешање и точкове Лунохода 1
- Скица профила мисије Луноход ровера